# Ioan Olteanu
Ioan Olteanu (n. 25 decembrie 1839, Sintești, comitatul Caraș-Severin – d. 29 noiembrie 1877, Beiuș, comitatul Bihor) a fost un episcop român unit de Lugoj și  de Oradea.

## Biografie
Ioan Olteanu a urmat studiile liceale la Lugoj și la Blaj, iar studiile superioare de teologie la Blaj și la Viena.
După trei ani de studii superioare, Ioan Olteanu a fost numit profesor de limba română la Liceul din Lugoj și actuar în cancelaria eparhială. Ceva mai târziu a fost hirotonit preot și a fost numit secretar episcopal, notar consistorial, protopop și camerar papal.
În 1870 a fost numit episcop al Eparhiei Lugojului și a fost hirotonit episcop de către Iosif Pop Silaghi, episcopul eparhiei române unite cu Roma de Oradea Mare, iar în 1874, după decesul episcopului Iosif Pop Silaghi, a fost numit episcop al Eparhiei de Oradea Mare, la Lugoj urmându-i episcopul Victor Mihaly de Apșa. În calitate de episcop de Oradea Mare, Ioan Olteanu s-a îngrijit de buna funcționare a Liceului din Beiuș, pe care l-a restaurat. În același timp s-a îngrijit de restaurarea reședinței eparhiale din aceeași localitate, iar reședința episcopală de la Oradea a primit o aripă nouă.
Olteanu a fost asistent la tronul pontifical și onorat cu multe decorații, între altele cu Marea Cruce al Ordinului Franz Joseph. S-a îmbolnăvit de o ciroză și a decedat în vârstă de 38 de ani, la 29 noiembrie 1877, în Beiuș. A fost înmormântat într-o criptă din Catedrala Sfântul Nicolae din Oradea.